# Gaston Germain
Gaston Germain (* 1. März 1933 in Québec; † 26. Juli 2015 in Montreal) war ein kanadischer Sänger (Bass) und Musikpädagoge.

## Leben
Germain studierte von 1957 bis 1961 am Conservatoire de musique du Québec Gesang bei Ria Lenssens und Raoul Jobin. Als Stipendiat der Provinzregierung von Québec setzte er seine Ausbildung 1961 bei Rachele Maragliano-Mori in Turin (Gesangstechnik), 1962 bei Erik Werba am Mozarteum in Salzburg (deutsches Liedrepertoire) und 1963 bei Pierre Bernac in Paris (französisches Leedrepertoire) fort. 
1963 trat er im Rahmen des Beethovenfestivals des Orchestre Symphonique de Québec als Solist in Beethovens Neunter Sinfonie auf. Im Folgejahr besuchte er Kurse an der École normale de musique de Paris, gewann den Prix d'excellence beim Concours international d'interpretation de la mélodie française und war Solist bei der Aufführung von Lullys Te Deum des Orchestre de la Société des concerts du Conservatoire.
Sein professionelles Debüt in Kanada hatte Germain 1964 als Antipas bei der Aufführung von Guillaume Coutures Jean le Précurseur am Place des Arts in Montreal. 1965 gab er beim Weltkongress von Jeunesses Musicales International ein Recital im Brahmssaal des Wiener Musikvereins. Bei einer Aufführung von Mozarts Requiem trat er 1966 mit dem Orchestre Symphonique de Québec unter Leitung von Sergiu Celibidache auf. Seine Ausbildung auf dem Gebiet des deutschen Liedrepertoires vervollkommnete er in dieser Zeit bei John Newmark.
Beim Weltfestival der Expo 67 in  Montreal sang Germain den Lodovico in Verdis Othello mit dem Orchestre symphonique de Montréal. Im gleichen Jahr war er Solist in der Uraufführung von Roger Mattons Te Deum mit dem Orchestre Symphonique de Québec unter Françoys Bernier und gab gemeinsam mit Micheline Tessier ein Recital in der Carnegie Hall. Bei einer Aufnahme von Jean Vallerands Magicien sang er die Titelrolle. 1983 war er Bassist bei der Aufführung von Edgar Varèses Ecuatorial durch das Société de musique contemporaine du Québec unter Leitung von Serge Garant.
Als Lehrer wirkte Germain von 1968 bis 1972 am Conservatoire de musique du Québec in Hull und ab 1981 an der Universität Montreal. Von 1972 bis 1976 war er Generalmanager der Jeunesses Musicales Canada, von 1972 bis 1978 Generaldirektor und im Folgejahr künstlerischer Leiter des Orford Art Centre, daneben von 1977 bis 1978 Präsident und bis 1980 Administrator des Orchestre des jeunes du Québec. Er war Gründungsmitglied des Vokalensembles Arioso (1980), der Groupe baroque de Montréal und des Camp musical de Lanaudière. Als Juror wirkte er an zahlreichen Festivals mit, u. a. am Internationalen Johann-Sebastian-Bach-Wettbewerb 1976 in Leipzig. 1973 wurde er mit dem  Prix de musique Calixa-Lavallée ausgezeichnet.